# Flogsta

Flogsta är en stadsdel i Uppsala som ligger i västra delen av staden, cirka 3 km från centrum. Stadsdelen byggdes kring 1970 och har en blandad bebyggelse med rad-, par- och kedjehus, höghus med studentkorridorer och flerfamiljshus av olika storlek. Stadsdelen avgränsas norrut mot Berthåga och Rickomberga av Enköpingsvägen (väg 55). Väster och söder om Flogsta finns åkermark och naturreservat.  Öster om Flogsta ligger Ekeby.

## Historia
Flogstas äldsta historia går troligtvis att spåra till bronsåldern genom förekomst av en skärvstenshög. Områdets fornlämningsbild bjuder även på boplatslämningar i åkern strax söder om Berthåga. Ett gravfält bestående av tolv runda stensättningar bevarande, samt en gravhög som idag är 0,5 meter hög och 7 meter i diameter, båda är belägna strax söder om höghusen på Sernanders väg. Flogstas vikingatid framträder i de arkeologiska materialet genom 21 arabiska silvermynt hittade vid torpet Snörom, beläget strax norr om Enköpningsvägen. Från vikingatiden finns även en runsten (U 895). Runstenen har flätade bandslingor i ringrikestil och är dekorerad med ett kors. Inskriften på stener lyder: "Danr och Skalli och Björn lät resa sten efter Borgfast, fader." Idag är runstenen flyttad till Håga by, men stod ursprungligen vid en bro över en bäck som tidigare rann ut i Hågaån.
Under medeltiden nämns Flogsta by för första gången i skrift år 1278, då domprosten Björn testamenterar en kvarn till Uppsala domkyrkas första vicaria. 1302 nämns tre kvarnar och ett kvarnhus i Flogsta vilka alla tillhörde vicarian. Skriftligt källmaterial från 1316 visar att var kyrkan en viktig landägare i Flogsta. Av byns hemman tillhörde ett domkyrkans prepositur, ett domkyrkans sjätte kanonikat, två domkyrkans fabrica och ett sockenkyrkan. Under medeltiden kom jordnaturen i Flogstas hemman att successivt förändras, och vid mitten av 1500-talet bestod Flogsta av ett skattehemman, ett sockenkyrkohemman, ett S:t Eriks-hemman, samt en skattekvarn med två par kvarnstenar.
1635–1636, då Flogsta för första gången avbildas på en karta, bestod Flogsta av tre kronohemman av en total storlek av 32 öresland. Vid storskiftet 1773 bestod ännu Flogsta av tre hemman, varav två kronohemman och ett akademiehemman. Det största var akademihemmanet, som ägdes av professor Christiernin, var av ett mantals storlek. De två kronohemmanen var mindre. Det ena, av 3/8 mantals storlek, ägdes av akademieskomakarmästaren Nils Öman, och det andra med en storlek på 1/4 mantal ägdes av bonden Matts Ehrsson. Utöver gårdarna fanns även norr om landsvägen torpet Snörom. Vid storskiftet var Flogstas åkermark uppdelat i tre större gärden: Stora gärdet i nordväst med en storlek av 35,3 tunnland, Lilla gärdet i söder med 18 tunnland, och det 27,7 tunnland stora Ekebygärdet öster om gårdstomten. Till Flogsta hörde även tre ängsmarker. Norr om gårdstomten intill landsvägen mellan Uppsala och Enköping låg Lillängen, och strax söder om gårdarna och Ekebygärdet låg Storängen. Den tredje ängsmarken Watthagen låg direkt söder om landsvägen, och gränsade till Kvarnbo ägor i väst.

## Namnet
Namnet kommer av det gamla ordet floe - "vattensamling, mindre träsk", och byn fick troligen namnet efter en utvidgning av Hågaån i närheten. Tidigare dokumenterade stavningar av Flogsta: 1316 – Floestum, 1369 – Floghastum, 1554 – Floesta, 1625 – Floosta, 1665 – Flogsta.

## Området
Flogsta omges av den ringformade Flogstavägen. På höjden mitt i området finns Sernanders väg, som är en åttaformad gata med sexton sjuvåningshus. De är byggda som studentbostäder med två studentkorridorer per våning, med tolv rum per korridor. Husen började byggas i september 1966 av Stiftelsen Studentstaden i Uppsala och ett år senare kunde de första studenterna flytta in. När bostäder stod tomma på 1980-talet såldes fyra av husen till HSB och korridorerna byggdes om till "vanliga" lägenheter. Höghusen på Sernanders väg har alla en liten byggnad mitt på taket, innehållande bastu. Sernanders väg är uppkallad efter professorn i biologi Rutger Sernander. 
I söder finns ett område med rad- par och kedjehus byggda under 1970-talet. De har fasader av träpanel och är målade i grönt, gult, brunt och rött. Gatorna  är uppkallade efter kända språkforskare, i väst - östlig riktning Ihre, Hesselman, Noreen och Säve. 
Kvarteret Hamberg är en samling tämligen uniforma röda tegelhus (två-tre våningar i höjd) som ligger vid Flogstavägen 25–95 i västra Flogsta. Bostadsområdet är byggt för studenter och har under en period kallats Flogsta låghus hos hyresvärden Studenstaden. Husnumreringen är känd för sin förvirrande effekt på nyinflyttade och besökare eftersom den uppifrån sett bildar ett cirkelmönster och inte raka linjer. Namnet kommer efter Axel Hamberg (1863–1933), professor i geografi.
Norr om Flogstavägen, mittemot infarten till Sernanders väg, finns området Norra skogen som består av radhusbebyggelse och flerfamiljshus med två till fem våningar. 
I nordvästra Flogsta ligger Flogsta centrum med en matvaruaffär (ICA Väst). 
I stadsdelens östra del ligger lågstadieskolan Flogstaskolan.

## Bilder

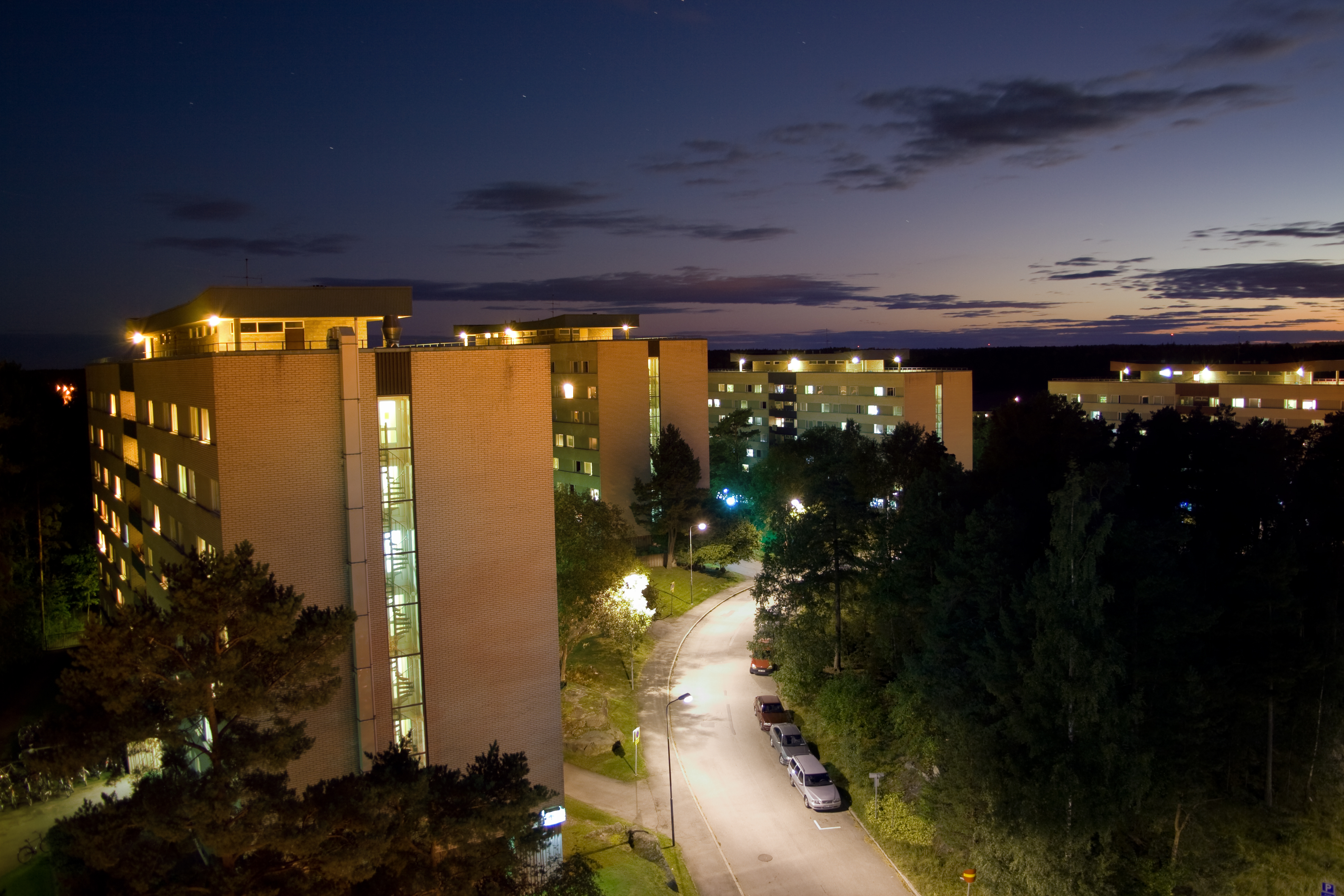
Takbild över delar av Sernanders väg.
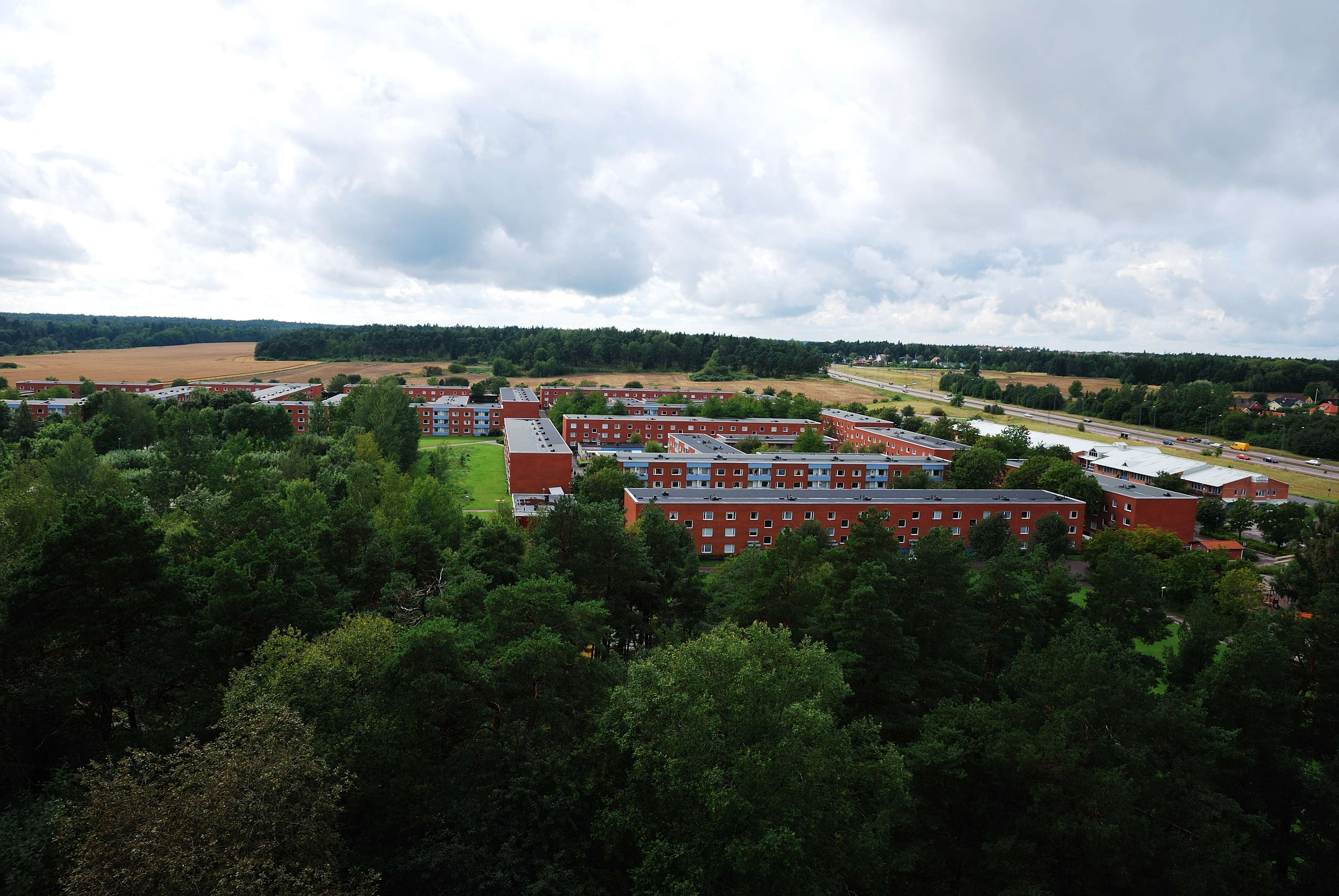
Låghusen i Hamberg från ett av höghusen.
Flogsta höghus från Berthåga kyrkogård.
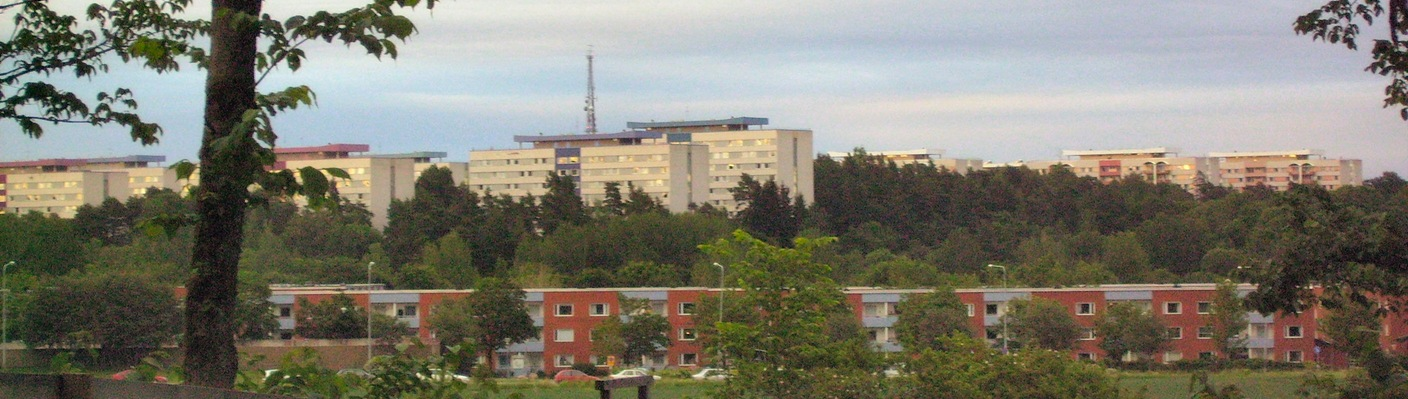
Höghusen på Sernanders väg och låghusen i Hamberg med Flogstamasten i bakgrunden.